# Poliopastea nigritarsia
Poliopastea nigritarsia är en fjärilsart som beskrevs av George Francis Hampson 1898. Poliopastea nigritarsia ingår i släktet Poliopastea och familjen björnspinnare. Inga underarter finns listade i Catalogue of Life.